# リアウ州知事一覧
本項では、リアウ州知事（Gubernur Riau）を一覧する。リアウ州知事は、リアウ州の首長である。最初の州知事はスタン・モハマッド・アミン・ナスティオンで1958年3月5日就任。最も直近に選出された州知事はアブドゥル・ワヒドで2025年2月20日就任。最も長い期間務めた州知事はスリプトで、1988年12月28日から1998年12月28日まで約10年間務めた。最も短い期間務めた州知事はアフマド・ヒジャジで、2019年2月19日から2月20日までの僅か1日務めた。

## 州知事一覧
インドネシア共和国国軍
  ゴルカル
  開発統一党
  民主党
  ナスデム党
  民族覚醒党
  無所属
| 職名 | 氏名                                     | 画像 | 出身等                 | 任期                                                                                  | 副知事                                    |
| ---- | ---------------------------------------- | ---- | ---------------------- | ------------------------------------------------------------------------------------- | ----------------------------------------- |
| 1    | スタン・モハマッド・アミン・ナスティオン |      | 無所属                 | 1958年3月5日 ‐ 1960年1月6日                                                           | 空席                                      |
| 2    | カハルディン・ナスティオン               |      | インドネシア共和国国軍 | 1960年1月6日 ‐ 1966年11月15日                                                         | ワン・アブドゥル・ラフマン                |
| —3   | アリフィン・アフマド                     |      | インドネシア共和国国軍 | 1966年10月16日 ‐ 1967年3月4日1967年3月4日 ‐ 1972年3月4日1972年12月5日 ‐ 1977年12月5日 | 空席                                      |
| 4    | スブランタス・シスワント                 |      | インドネシア共和国国軍 | 1978年6月14日 ‐ 1980年5月14日                                                         | 空席                                      |
| —    | プラプト・プライント                     |      | インドネシア共和国国軍 | 1980年6月9日 ‐ 1980年10月2日                                                          | 空席                                      |
| 5    | イマム・ムナンダル                       |      | インドネシア共和国国軍 | 1980年10月2日 ‐ 1983年6月1983年6月 ‐ 1988年6月21日                                    | 空席バハルディン・ユスフ                  |
| —    | アタル・シベロ                           |      | 無所属                 | 1988年8月6日 ‐ 1988年12月28日                                                         | 空席                                      |
| 6    | スリプト                                 |      | インドネシア共和国国軍 | 1988年12月28日 ‐ 1993年12月28日1993年12月28日 ‐ 1998年12月28日                        | フィルダウス・マリクルスタム・S・アブルス |
| 7    | サレ・ジャシット                         |      | ゴルカル               | 1998年12月28日 ‐ 2003年11月21日                                                       | ラジャ・アブドゥル・アジズ                |
| 8    | ルスリ・ザイナル                         |      | ゴルカル               | 2003年11月21日 ‐ 2008年7月31日                                                        | ワン・アブバカール                        |
| 9    | ワン・アブバカール                       |      | 開発統一党             | 2008年7月31日 ‐ 2008年11月21日                                                        | 空席                                      |
| (8)  | ルスリ・ザイナル                         |      | ゴルカル               | 2008年11月21日 ‐ 2013年11月12日                                                       | マンバン・ミット                          |
| —    | マンバン・ミット                         |      | 民主党                 | 2013年11月12日 ‐ 2013年11月21日                                                       | 空席                                      |
| —    | ジョヘルマンシャ・ジョハン               |      | 無所属                 | 2013年11月21日 ‐ 2014年2月19日                                                        | 空席                                      |
| 10   | アナス・マアムン                         |      | ゴルカル               | 2014年2月19日 ‐ 2016年4月29日                                                         | アルシャジュリアンディ・ラフマン          |
| 11   | アルシャジュリアンディ・ラフマン         |      | ゴルカル               | 2016年5月25日 ‐ 2018年9月20日                                                         | ワン・タムリン・ハシム                    |
| —12  | ワン・タムリン・ハシム                   |      | ゴルカル               | 2018年9月20日 ‐ 2018年12月20日2018年12月20日 ‐ 2019年2月19日                          | 空席                                      |
| —    | アフマド・ヒジャジ                       |      | 無所属                 | 2019年2月19日 ‐ 2019年2月20日                                                         | 空席                                      |
| 13   | シャムスアル                             |      | ゴルカル               | 2019年2月20日 ‐ 2023年11月3日                                                         | エディ・ナスティオン                      |
| —14  | エディ・ナスティオン                     |      | ナスデム党             | 2023年11月3日 ‐ 2023年11月27日2023年11月27日 ‐ 2024年2月20日                          | 空席                                      |
| —    | ソフィアン・フラニャタ・ハリヤント       |      | 無所属                 | 2024年2月20日 ‐ 2024年2月29日2024年2月29日 ‐ 2024年8月15日                            | 空席                                      |
| —    | ラフマン・ハディ                         |      | 無所属                 | 2024年8月15日 ‐ 2025年2月20日                                                         | 空席                                      |
| 15   | アブドゥル・ワヒド                       |      | 民族覚醒党             | 2025年2月20日 ‐                                                                       | ソフィアン・フラニャタ・ハリヤント        |